# Kadapa
Kadapa é um dos 23 distritos de Andra Pradexe, na Índia. É nomeado após a cidade de Kadapa é a sede do distrito. Sua população em 2001 era estimada em 291.797 habitantes. com densidade de 169/km².